# Courting Alex
Courting Alex é uma sitcom norte-americana que foi exibida pelo canal americano CBS. No Brasil a série é exibida pelo canal pago Sony Entertainment Television.
A série fala sobre Alex Rose (Jenna Elfman), uma bem-sucedida e solteira advogada, que trabalha com seu pai Bill (Dabney Coleman). Alex sempre se vê procurando amores na grande cidade.
Durante seu período de exibição nos Estados Unidos, a série teve uma boa audiência, que caiu drasticamente após ter seu horário de exibição modificado.